# Bottna socken

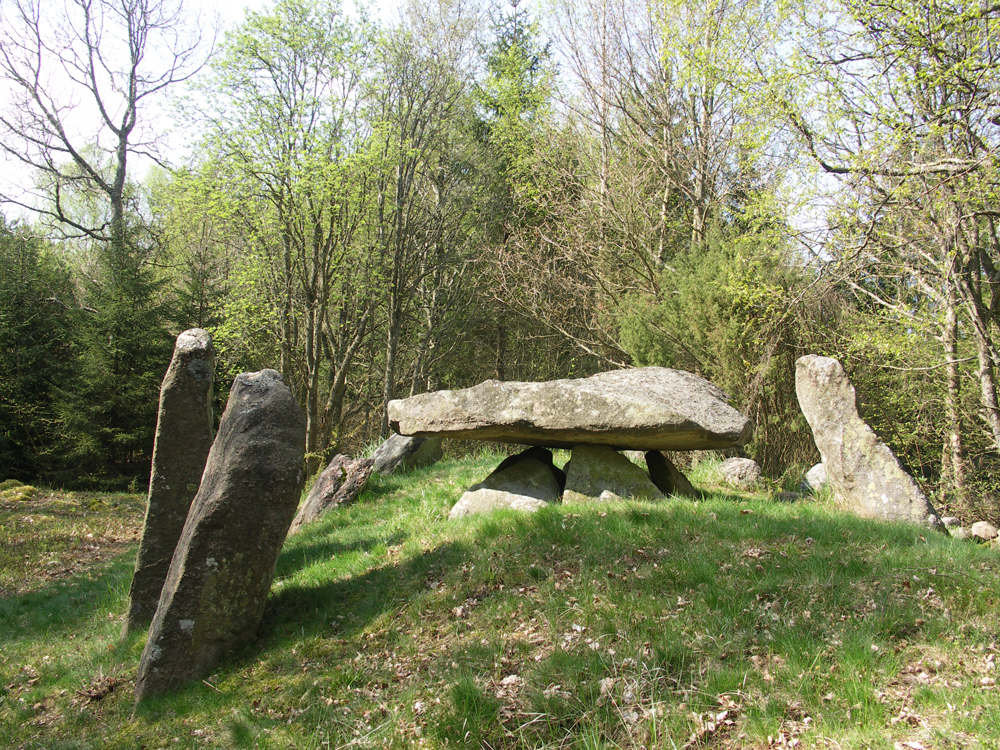
Långdösen vid Vrångstad i Bottna socken.

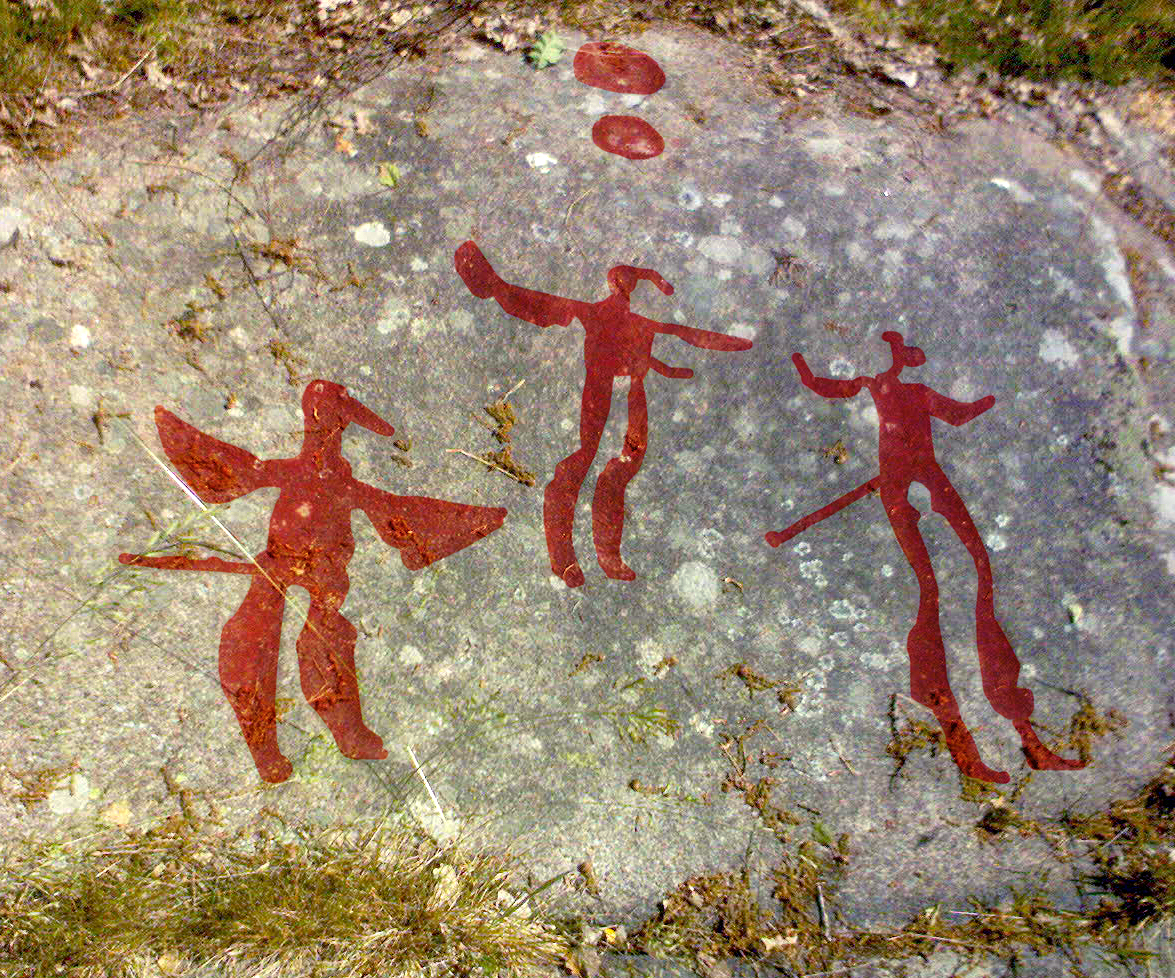
Hällristning vid Kallsängen i Bottna socken.

Bottna socken i Bohuslän ingick i Kville härad, ingår sedan 1971 i Tanums kommun och motsvarar från 2016 Bottna distrikt.
Socknens areal är 18,4  kvadratkilometer, varav 17,98 land. År 2000 fanns här 234 invånare. Orten Gerlesborg samt sockenkyrkan Bottna kyrka ligger i socknen. 

## Administrativ historik
Bottna socken har medeltida ursprung. 
Vid kommunreformen 1862 övergick socknens ansvar för de kyrkliga frågorna till Bottna församling och för de borgerliga frågorna bildades Bottna landskommun. Landskommunen uppgick 1952 i Kville landskommun som 1971 uppgick i Tanums kommun.
1 januari 2016 inrättades distriktet Bottna, med samma omfattning som församlingen hade 1999/2000.  
Socknen har tillhört län, fögderier, tingslag och domsagor enligt vad som beskrivs i artikeln Kville härad. De indelta soldaterna tillhörde Bohusläns regemente, Sotenäs kompani och de indelta båtsmännen tillhörde 1:a Bohusläns båtsmanskompani.
Vid en brand i Kville prästgård 1904 förstördes pastoratets arkiv och därmed kyrkböcker för släktforskning.

## Geografi och natur
Bottna socken ligger nordväst om Uddevalla innanför Bottnafjorden. Socknen består av lerdalar och bergshöjder.
Socknen ligger söder om Kville socken och öster om Svenneby socken.
Största insjö är Tåsteröds stora vatten som delas med Bärfendals socken i Munkedals kommun och Tossene socken i Sotenäs kommun.
I Skärholmen fanns ett gästgiveri.

## Fornlämningar
Boplatser och två dösar från stenåldern har påträffats. Från bronsåldern finns gravrösen, varav ett stort vid Skibevall, och drygt 150 hällristningar. Från järnåldern finns ett flertal gravar.

## Befolkningsutveckling
| Befolkningsutveckling i Bottna socken 1571-1970                                              | Befolkningsutveckling i Bottna socken 1571-1970 | Befolkningsutveckling i Bottna socken 1571-1970 | Befolkningsutveckling i Bottna socken 1571-1970 | Befolkningsutveckling i Bottna socken 1571-1970 |
| -------------------------------------------------------------------------------------------- | ----------------------------------------------- | ----------------------------------------------- | ----------------------------------------------- | ----------------------------------------------- |
|                                                                                              |                                                 |                                                 |                                                 |                                                 |
| År                                                                                           |                                                 |                                                 | Invånare                                        |                                                 |
| 1571                                                                                         | 1571                                            |                                                 | 123                                             | 123                                             |
| 1620                                                                                         | 1620                                            |                                                 | 173                                             | 173                                             |
| 1699                                                                                         | 1699                                            |                                                 | 230                                             | 230                                             |
| 1718                                                                                         | 1718                                            |                                                 | 230                                             | 230                                             |
| 1735                                                                                         | 1735                                            |                                                 | 246                                             | 246                                             |
| 1751                                                                                         | 1751                                            |                                                 | 300                                             | 300                                             |
| 1780                                                                                         | 1780                                            |                                                 | 358                                             | 358                                             |
| 1805                                                                                         | 1805                                            |                                                 | 392                                             | 392                                             |
| 1830                                                                                         | 1830                                            |                                                 | 599                                             | 599                                             |
| 1865                                                                                         | 1865                                            |                                                 | 733                                             | 733                                             |
| 1880                                                                                         | 1880                                            |                                                 | 680                                             | 680                                             |
| 1900                                                                                         | 1900                                            |                                                 | 631                                             | 631                                             |
| 1910                                                                                         | 1910                                            |                                                 | 630                                             | 630                                             |
| 1920                                                                                         | 1920                                            |                                                 | 615                                             | 615                                             |
| 1930                                                                                         | 1930                                            |                                                 | 605                                             | 605                                             |
| 1940                                                                                         | 1940                                            |                                                 | 476                                             | 476                                             |
| 1950                                                                                         | 1950                                            |                                                 | 413                                             | 413                                             |
| 1960                                                                                         | 1960                                            |                                                 | 323                                             | 323                                             |
| 1970                                                                                         | 1970                                            |                                                 | 221                                             | 221                                             |
| Källa: Andersson Palm, Lennart (2000). Folkmängden i Sveriges socknar och kommuner 1571-1997 |                                                 |                                                 |                                                 |                                                 |

## Namnet
Namnet skrevs 1346 Kuilda och kommer från kyrkbyn. Namnet innehåller botten, '(det inre av en) vik' syftande på den inre delen av Bottnafjorden.